# Knapp, Quận Jackson, Wisconsin
Knapp là một thị trấn thuộc quận Jackson, tiểu bang Wisconsin, Hoa Kỳ. Năm 2010, dân số của thị trấn này là 289 người.